# 波蘭加利西亞社會民主黨
波蘭加利西亞社會民主黨 （波蘭語：Polska Partia Socjalno-Demokratyczna Galicji）是1890年成立于加利西亞的一個政黨，是奧地利社會民主黨在加利西亞的地方組織政黨。 1892年更名為加利西亞社會民主黨。1907年該黨分裂導致烏克蘭社會民主黨的成立。其後該黨在黨名中加入「波蘭」一詞，1904年起與波蘭社會黨密切合作，最終於1919年併入波蘭社會黨。